# Festival panafricain du cinéma et de la télévision de Ouagadougou 1989
Le FESPACO 1989 est la 11e édition du Festival panafricain du cinéma et de la télévision de Ouagadougou. Il se déroule du 25 février au 4 mars 1989 à Ouagadougou au Burkina Faso.
Le thème de cette édition est « Cinéma et développement économique » et le colloque porte sur Cinéma, femmes et pauvreté.
Le film Heritage Africa de Kwaw Ansah décroche l'Étalon de Yennenga.

## Contexte
L'assassinat 15 octobre 1987 de Thomas Sankara et son équipe a profondément choqué les cinéastes, d'autant que le pouvoir est échu à Blaise Compaoré, soupçonné de l'avoir commandité, condamné en 2022 par contumace à Ouagadougou à la prison à perpétuité pour « complicité d’assassinats » et « atteinte à la sûreté de l’État ».
L'édition 1989 a lieu près de 18 mois après le drame. Un boycott est envisagé mais la volonté de ne pas rompre avec l'idéal de Thomas Sankara domine, et donc de faire perdurer la manifestation en optant pour « une participation militante ». Une délégation conduite par Alimata Salambéré est même allée aux Etats-Unis pour convaincre les cinéastes noirs américains qui étaient les plus réticents, à commencer par Haïlé Gerima qui a déclaré vouloir le boycotter « tant que Blaise sera à la tête du Burkina », ce qu'il fit. D'autres ont refusé d'envoyer leurs films, d'autres encore ont choisi de ne pas aller à la cérémonie d'ouverture mais au contraire de se rendre sur la tombe de Sankara.
Le Comité national d'organisation (CNO) est présidé par Jean-Modeste Ouédraogo tandis que le secrétaire permanent reste Filippe Savadogo et que le trésorier est Joseph Konditamde. Il n'est cependant mis en place que le 14 novembre 1988, donc fort tardivement. Fort de 28 membres majoritairement issus du nouveau régime, ce contrôle est, selon Colin Dupré, destiné à maîtriser la communication et éviter tout dérapage pour ne pas entacher l'image du pays. Un documentaire réalisé pour Channel 4 par le Ghanéen Nii Kwate Owoo (en) qui évoquait le Fespaco 1987 avec Thomas Sankara fut ainsi, selon Balufu Bakupa Kanyinda, interdit de projection.
En tant que Secrétaire d'Etat à la Culture, Alimata Salambéré invite la FEPACI à étudier les solutions « viables et réalistes » à proposer aux gouvernements africains pour arriver à produire des films de haute qualité pouvant aller sur le marché international du cinéma et de la télévision.

## Déroulement
Le Festival de films pour l'enfance et la jeunesse est maintenu à cette édition, en liaison avec l'UNICEF.
Le 11ème Fespaco rend hommage à Ababacar Samb Makharam, Paulin Soumanou Vieyra et Jean-Michel Tchissoukou - trois pionniers disparus au cours de l'année 1987.
Alors que les Fespaco des années Sankara étaient relativement bien organisés malgré leur tendance au gigantisme, cette édition renoue avec les chaos précédents et la frustration des festivaliers, d'autant plus que  « l'euphorie des cinéastes entre 1983 et 1987 est retombée ». Le Monde signale « une belle pagaille dans la programmation, communiquée tardivement et parfois modifiée en dernière heure » et insiste sur la panne d'un projecteur durant toute la durée du festival, si bien qu'une projection de Camp de Thiaroye a duré quatre heures. Cela s'ajoutant à l'impossibilité de rentrer dans certaines salles, « une partie des festivaliers y a renoncé et s'est mise en vacances, provoquant le désespoir ou la colère de certains réalisateurs ».
En raison du boycott de la diaspora, 171 films seulement sont projetés contre 268 en 1987. La participation du public est divisée par deux.
Le Marché international du film africain (MIFA) créé en 1983 et le Marché d'échange des productions télévisuelles (MEPT) créé en 1987 fusionnent et deviennent le Marché international du cinéma et de la télévision africains (MICA). Cette 4ème édition profite de l'engagement du Danemark à financer une restructuration. La France s'investit à nouveau dans le festival tandis que les subventions de l'Union européenne sont multipliées par dix, passant de 28 826 € à 301 118 €.
L'Association des Actrices Africaines est créée durant ce Fespaco avec Zalika Souley comme présidente « en reconnaissance du rôle qu'elle a joué dans l'affirmation de la valeur de la femme dans le monde du cinéma africain ».
C'est également à cette édition qu'est lancée la Cinémathèque africaine de Ouagadougou, un projet confié au Secrétariat général permanent du Fespaco. Elle sera inaugurée en 1995.
En 1989 est également créé le prix Paul Robeson attribué à un film de la diaspora.
Durant cette édition, la FEPACI initie une rencontre entre les cinéastes africains et les partenaires extérieurs (télévisions, producteurs, distributeurs, etc.) pour une meilleure coopération. Ces Journées internationales du partenariat audiovisuel (JIPA) visent à impulser un partenariat d'un type nouveau entre le Nord et le Sud.

## Bilan
Deux chercheurs burkinabè, Zéphirin Diabré et Idrissa M. Ouédraogo, ont étudié les retombées économiques du Fespaco 1989. Tous les secteurs, même le secteur informel, voient leur chiffre d'affaires augmenter. Cet impact, également en termes d'emploi, est cependant éphémère et circonscrit à la ville de Ouagadougou.

## Palmarès

### Palmarès officiel
Pour la première fois, le grand prix est attribué à un film anglophone. Kwaw Ansah avait déjà obtenu le Prix Oumarou Ganda de la première oeuvre en 1981.
| Prix                                        | Lauréat                   | Film                           | Pays          |
| Grand prix Étalon de Yennenga               | Kwaw Ansah                | Heritage Africa                | Ghana         |
| Prix spécial du jury                        | Gaston Kaboré             | Yaaba                          | Burkina Faso  |
| Prix Oumarou Ganda de la première œuvre     | Flora Gomes               | Mortu Nega                     | Guinée-Bissau |
| Prix du meilleur court métrage              | Mambaye Coulibaly         | La Geste de Ségou (Segu janjo) | Mali          |
| Prix de la meilleure musique                | Francis Bebey             | Yaaba de Gaston Kaboré         | Burkina Faso  |
| Prix de la meilleure image                  | Mohamed Chouikh           | La Citadelle                   | Algérie       |
| Prix Paul Robeson de la diaspora            | Raquel Gerber             | Ôrí                            | Brésil        |
| Mention spéciale d'interprétation féminine  | Bia Gomes                 | Mortu Nega de Flora Gomes      | Guinée-Bissau |
| Mention spéciale d'interprétation masculine | Charles Kofi Bucknor (en) | Heritage Africa de Kwaw Ansah  | Ghana         |
| Prix du meilleur scénario                   | Gaston Kaboré             | Zan Boko                       | Burkina Faso  |
| Mention spéciale pour le son                | John Akomfrah             | Testament                      | Ghana         |
| Prix du public                              | Idrissa Ouedraogo         | Yaaba                          | Burkina Faso  |

### Palmarès des prix spéciaux
| Prix                                                                           | Lauréat                    | Film                              | Pays          |
| Prix de l'Institut culturel africain (ICA)                                     | Mambaye Coulibaly          | La Geste de Ségou (Segu janjo)    | Mali          |
| Prix du Comité inter-Etats de lutte contre la sécheresse dans le Sahel (CILSS) | Abdulkadir Ahmed Saïd      | L'Arbre de vie                    | Somalie       |
| Prix INALCO                                                                    | Idrissa Ouedraogo          | Yaaba                             | Burkina Faso  |
| Prix Voix de l'espoir long métrage                                             | Sidiki Bakaba              | Les Guérisseurs                   | Côte d'Ivoire |
| Prix Voix de l'espoir court métrage                                            | Mambaye Coulibaly          | La Geste de Ségou (Segu janjo)    | Mali          |
| Mention spéciale Voix de l'espoir                                              | Flora Gomes                | Mortu Nega                        | Guinée-Bissau |
| Prix UNICEF Regard de l'enfant                                                 | Kitia Touré                | Les dix commandements de l'enfant | Côte d'Ivoire |
| Prix UNICEF Promotion de la femme                                              | Flora Gomes                | Mortu Nega                        | Guinée-Bissau |
| Prix de l'Institut des peuples noirs                                           | Ousmane Sembène            | Camp de Thiaroye                  | Sénégal       |
| Prix Canal+                                                                    | Abdulkadir Ahmed Saïd      | L'Arbre de vie                    | Somalie       |
| Prix TELCIPRO long métrage                                                     | Flora Gomes                | Mortu Nega                        | Guinée-Bissau |
| Prix TELCIPRO court métrage                                                    | Moustapha Dao              | Le Neveu du peintre               | Burkina Faso  |
| Prix Mobil                                                                     | Gaston Kaboré              | Zan Boko                          | Burkina Faso  |
| Prix du Conseil international de film pour l'enfance et la jeunesse (CIFEJ)    | Mambaye Coulibaly          | La Geste de Ségou (Segu janjo)    | Mali          |
| Prix de la CEE long métrage                                                    | Eltayeb Mahdi              | Almahatta                         | Soudan        |
| Prix de la CEE court métrage ex æquo                                           |                            | Tree of Life                      | Somalie       |
| Prix de la CEE court métrage ex æquo                                           |                            | Save the sea short bird           | Ghana         |
| Prix ACCT long métrage                                                         | Flora Gomes                | Mortu Nega                        | Guinée-Bissau |
| Prix OUA                                                                       | Kwaw Ansah                 | Heritage Africa                   | Ghana         |
| Mention spéciale OUA                                                           | Idrissa Ouedraogo          | Yaaba                             | Burkina Faso  |
| Prix de l'Institut francophone de lutte contre les drogues (IFLD)              | Aminata Ouédraogo          | L'Impasse                         | Burkina Faso  |
| Prix de la ville de Pérouse                                                    | Kwaw Ansah                 | Parle un grand-père               | Sénégal       |
| Prix de la ville de Perugia : acteur principal                                 | Chohdi Srour               | Vols d'été de Yusri Nasrullah     | Égypte        |
| Prix OCIC                                                                      | Gaston Kaboré              | Zan Boko                          | Burkina Faso  |
| Mention OCIC                                                                   | Abdulkadir Ahmed Saïd      | L'Arbre de vie                    | Somalie       |
| Prix Afrique Elite de la meilleure comédienne                                  | Bia Gomes, rôle de Diminga | Mortu Nega de Flora Gomes         | Guinée-Bissau |

## Autres films en compétition
Source : programme officiel de l'édition 1989. Ordre alphabétique par pays.

### Longs métrages
| Cinéaste                  | Titre                                       | Pays          |
| ------------------------- | ------------------------------------------- | ------------- |
| Mohamed Chouikh           | La Citadelle                                | Algérie       |
| Amar Laskri               | Les Portes du silence                       | Algérie       |
| Boureima Nikiéma          | Les 3 luttes                                | Burkina Faso  |
| Boureima Nikiéma          | Ma fille ne sera pas excisée                | Burkina Faso  |
| Jacob Sou                 | Jacob                                       | Burkina Faso  |
| Jean-Marie Teno           | Bikutsi water blues (L'Eau de misère)       | Cameroun      |
| Jean-Pierre Dikongué Pipa | Badiaga                                     | Cameroun      |
| Sidiki Bakaba             | Les Guérisseurs                             | Côte d'Ivoire |
| Henri Duparc              | Bal Poussière                               | Côte d'Ivoire |
| Roger Gnoan M'Bala        | Bouka                                       | Côte d'Ivoire |
| Sao Gamba                 | Kolormask                                   | Kenya         |
| Anne Mungai               | Wekesa at Crossroads                        | Kenya         |
| Raymond Rajaonarivelo     | Tabataba                                    | Madagascar    |
| Yeelen                    | Souleymane Cissé                            | Mali          |
| Cheick Oumar Sissoko      | Finzan (en)                                 | Mali          |
| Farida Benlyazid          | Bab Al-Sama Maftuh (Une porte sur le ciel)  | Maroc         |
| Moumen Smihi              | Caftan d'amour                              | Maroc         |
| José Cardoso              | O Vento sopra do Norte                      | Mozambique    |
| Sule Umar                 | Maitatsine                                  | Nigeria       |
| Brenda Shehu              | Kowa ya kwana lafiya shi yasso              | Nigeria       |
| Adeyemi Afolayan (en)     | The Rival                                   | Nigeria       |
| Adeyemi Afolayan (en)     | Vigilante                                   | Nigeria       |
| Eddie Ugbomah (en)        | Apalara                                     | Nigeria       |
| Moussa Yoro Bathily       | Petits blancs au manioc et à la sauce gombo | Sénégal       |
| Amadou Saalum Seck        | Saaraba                                     | Sénégal       |
| Joseph Gaï Ramaka         | Nitt... N'Doxx, Les Faiseurs de pluie       | Sénégal       |
| Férid Boughedir           | Caméra arabe                                | Tunisie       |
| Néjia Ben Mabrouk         | Sama (La Trace)                             | Tunisie       |
| Fadhel Jaziri             | Arab                                        | Tunisie       |

Diaspora
| Cinéaste             | Titre                            | Pays        |
| -------------------- | -------------------------------- | ----------- |
| Kavery Dutta         | One Don't Clap                   | États-Unis  |
| D. Elmina Davis      | Omega Rising: Woman of Tastafari | Royaume-Uni |
| Menelik Shabazz (en) | Time and Jugement                | Royaume-Uni |
| John Akomfrah        | Testament                        | Royaume-Uni |

### Courts métrages
| Cinéaste                  | Titre                                      | Pays                |
| ------------------------- | ------------------------------------------ | ------------------- |
| Abdellah Hamdi            | Mes nuits sont vos jours                   | Algérie             |
| Mustapha Mangouchi        | Cahier d'un maquisard                      | Algérie             |
| N'Diagne Adechoubou       | Manuel Mendive ou l'esprit pictural yoruba | Bénin               |
| Ismaël Salahou            | La Ballade                                 | Bénin               |
| Ismaël Ouédraogo          | Rythme et danse du Burkina                 | Burkina Faso        |
| Maurice Kaboré            | Etre femme au Burkina                      | Burkina Faso        |
| Emmanuel Sanou            | La Cire perdue                             | Burkina Faso        |
| Pierre Yameogo            | Dunia                                      | Burkina Faso        |
| Armand Balima             | Blaky, un monstre                          | Burkina Faso        |
| Armand Balima             | Erick, cosaque à l'Astros et Bemba         | Burkina Faso        |
| Diaby Lanciné             | Sanou                                      | Côte d'Ivoire       |
| Luc Sissia                | La Décision                                | République du Congo |
| David-Pierre Fila         | Un autre demain                            | République du Congo |
| Abdul Rahman Attah        | Save the Seahor Birds                      | Ghana               |
| Efiri Tete                | Ouaga African Cinema Now                   | Ghana               |
|                           | Le Continent de l'oubli                    | Gabon               |
| Cheik Doukouré            | Baro (Le Lac sacré)                        | Guinée              |
| Daouda Keïta              | L'Eau et la sécheresse                     | Guinée              |
| Adama Drabo               | Nieba                                      | Mali                |
| Sidy Diabaté              | Veillée à Blongui                          | Mali                |
| Ousmane William Mbaye     | Dakar Clando                               | Sénégal             |
| Moussa Touré              | Baram (Autour du feu)                      | Sénégal             |
| Moussa Sene Absa          | Le Prix du mensonge                        | Sénégal             |
| Roger Kwami Mambu Zinga   | Festac 77                                  | Zaïre               |
| African National Congress | The Alternative                            | Zambie              |
| Ole Maruma                | Consequences                               | Zimbabwe            |
| Simon Bright              | Corridor of Freedom                        | Zimbabwe            |

Diaspora 
| Cinéaste              | Titre                                              | Pays         |
| --------------------- | -------------------------------------------------- | ------------ |
| Martina Attille       | Dreaming Rivers                                    | Sainte-Lucie |
| Madeleine Beauséjour  | La Source City                                     | La Réunion   |
| Toni Strasburg        | Frontline Southern Africa "Destructive Engagement" | Royaume-Uni  |
| Menelik Shabazz (en)  | We are the Elephant                                | Royaume-Uni  |
| Julian Henriques (en) | Exit No Exit                                       | Royaume-Uni  |
| Jacqueline Gozland    | Amours éternels                                    | France       |